# Legenda (film 1970)
Legenda – polski film wojenny produkcji polsko-radzieckiej z 1970 roku w reżyserii Sylwestra Chęcińskiego.
Premiera odbyła się w podwójnym pokazie z Drewnianymi tabliczkami produkcji Se-ma-foru z 1970 roku. 

## Fabuła
Trwa II wojna światowa. Dwóch chłopców – Rosjanin Sasza i Polak Jurek spotykają się w lesie do którego uciekli przed Niemcami. Od głodu i zimna zostają uratowani przez Julkę, łączniczkę oddziału partyzanckiego. Obaj chłopcy pragną walczyć z wrogiem. Udaje im się zdobyć pistolet maszynowy i wstąpić do oddziału. Podczas akcji wpadają w ręce Niemców, lecz partyzanci ich odbijają. Rywalizują też między sobą o uczucia Julki, w której się podkochują. Kiedy zbliża się już front Sasza i Julka giną.

## Obsada[1]
- Małgorzata Potocka (Julka)
- Nikołaj Burlajew (Sasza)
- Igor Straburzyński (Jurek)
- Maria Zbyszewska (Jaworowa, matka Julki)
- Józef Nowak (Stach, wuj Julki, partyzant)
- Franciszek Pieczka (proboszcz)
- Tadeusz Schmidt (wuj Julki, partyzant; w czołówce nazwisko: Szmidt)
- Janusz Kłosiński (sołtys, partyzant „Sęk”)
- Jerzy Turek (Franek, żołnierz oddziału partyzanckiego)
- Wacław Kowalski (policjant)
- Danil Nietrebin (dowódca spadochroniarzy radzieckich)
- Michał Friedman (żandarm)
- Eliasz Kuziemski (Schultz, major niemiecki)
- Zdzisław Kuźniar (żołnierz oddziału partyzanckiego)
- Andrzej Mrozek (żołnierz oddziału partyzanckiego)
- Leopold Rene Nowak (żołnierz oddziału partyzanckiego)
- Tadeusz Skorulski (żołnierz oddziału partyzanckiego)

## Nagrody i wyróżnienia
- 1971 – Sylwester Chęciński Nagroda Ministra Obrony Narodowej II stopnia;
- 1971 – Sylwester Chęciński Łagów (Lubuskie Lato Filmowe) – nagroda Towarzystwa Przyjaciół Ziemi Świebodzińskiej za „walory poetyckie”